# Гёртлер, Лукас
Лукас Гёртлер (нем. Lukas Görtler; родился 15 июня 1994 года в Бамберге, Германия) — немецкий футболист, нападающий и капитан швейцарского клуба «Санкт-Галлен».

## Клубная карьера

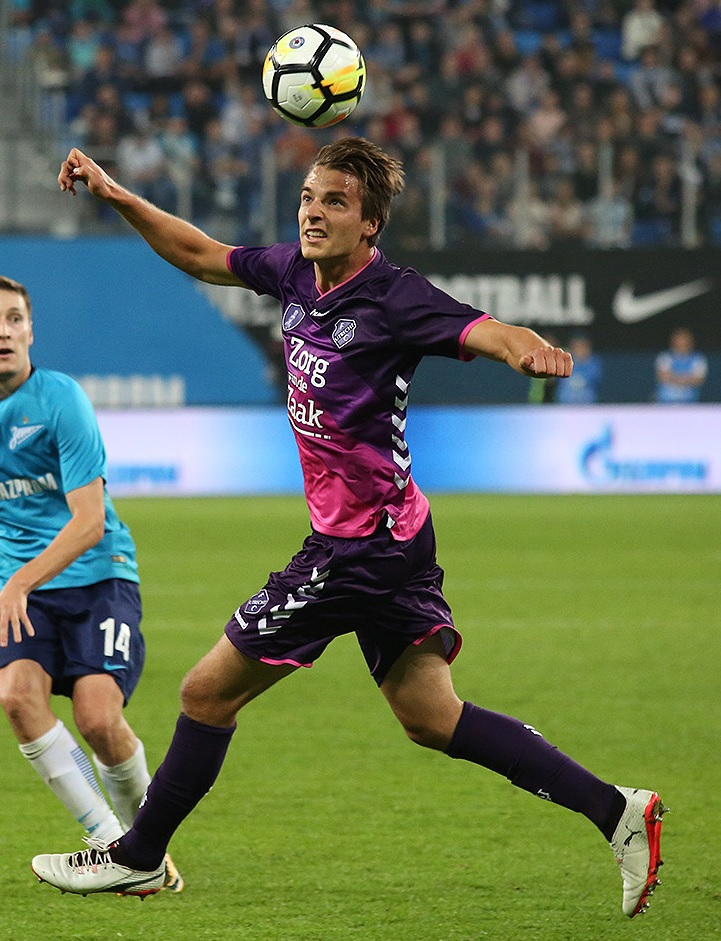
Гётлер в составе «Утрехта»

Гёртлер — воспитанник клубов «Кеммен», «Гройтер», «Нюрнберг» и «Айнтрахта» из Бамберга. В составе последнего Лукас и начал профессиональную карьеру в 2012 году дебютировав в региональной лиге Германии. Летом 2014 года Гёртлер перешёл в мюнхенскую «Баварию», но из-за высокой конкуренции продолжил выступления в третьей лиге за дублёров. 2 мая 2015 года в матче против леверкузенского «Байера» он дебютировал в Бундеслиге за основной состав. По итогам сезона Гётлер стал чемпионом Германии. Летом того же года Лукас перешёл в «Кайзерслаутерн», подписав соглашение на три года. 31 июля в матче против брауншвейгского «Айнтрахта» он дебютировал во Второй Бундеслиге. 8 мая 2016 года в поединке против «Гройтера» Гёртлер забил свой первый гол за «Кайзерслаутерн».
Летом 2017 года Лукас перешёл в нидерландский «Утрехт», подписав трёхлетний контракт. 16 августа в квалификационном матче Лиги Европы против российского «Зенита» Гёртлер дебютировал за новую команду. 20 августа в матче против «Виллем II» он дебютировал в Эредивизи. В июле 2019 года подписал трёхлетний контракт с клубом «Санкт-Галлен».

## Достижения
Командные
 «Бавария»
- Чемпионат Германии по футболу — 2014/2015